# Finestra de Ca l'Emília
La Finestra de Ca l'Emília és una obra de Santa Pau (Garrotxa) inclosa en l'Inventari del Patrimoni Arquitectònic de Catalunya.

## Descripció
Casa de planta baixa, amb porxo, i dos pisos. A l'altura del primer pis de la façana principal, que mira a l'església parroquial, i ha una senzilla finestra d'estil renaixentista. El finestral està cenyit per dos mitges columnes amb capitells clàssics i coronada per un petit entaulament amb decoracions geomètriques.

## Història
Com totes les cases que formen la plaça porticada, deu la seva edificació a l'expansió propugnada pels barons de Santa Pau a finals de l'època feudal. Com totes, ha sofert diferents remodelacions posteriors. Darrerament aquest conjunt de cases han estat restaurades i se'ls ha netejat les façanes d'afegitons.